# Jü Čchiou-li
Jü Čchiou-li (čínsky pchin-jinem Yú Qiūlǐ, znaky 余秋里; 15. listopadu 1914 – 3. února 1999) byl čínský komunistický voják a politik, účastník čínské občanské války a čínsko-japonské války, poté regionální funkcionář v Čching-chaji a S’-čchuanu. V letech 1954–1958 působil v centrálních vojenských orgánech (náčelník financí a pak týlových služeb Čínské lidové osvobozenecké armády). Od roku 1958 se podílel na řízení ekonomiky země jako ministr ropného průmyslu (1958–1966), první náměstek předsedy (1964–1970) a předseda (1970–1980) Státní plánovací komise, místopředseda vlády (1975–1982), předseda Státní energetické komise (1980–1982). Zaujímal také vysoké stranické funkce: člen politbyra (1977–1987) a sekretariátu (1980–1987), člen stálého výboru ústřední poradní komise (1987–1992). V letech 1982–1987 se podílel na řízení ozbrojených sil země jako člen ústřední vojenské komise KS Číny a zástupce jejího generálního sekretáře a náčelník Hlavní politické správy Čínské lidové osvobozenecké armády. Významný byl jeho přínos k vybudování ropného průmyslu na přelomu 50. a 60. let, ve druhé polovině 70. let a 80. letech patřil k takzvané „ropné frakci“ vedoucích hospodářských činitelů, kteří zaujímali spíše konzervativnější postoje k řízení ekonomiky.

## Život
Jü Čchiou-li se narodil 15. listopadu 1914 v okresu Ťi-an v provincii Ťiang-si v chudé rolnické rodině. Ve čtrnácti letech se zúčastnil rolnického povstání. V šestnácti letech vstoupil do Komunistické strany Číny a čínské Rudé armády, bojoval v 6. sboru čínské Rudé armády v sovětské oblasti Siang-kan na pomezí Chu-nanu a Ťiang-si. Roku 1934 působil jako adjutant Žen Pi-š’ho, později byl politickým komisařem pluku v 6. sboru 2. frontu (velitel frontu Che Lung), se kterým se účastnil Dlouhého pochodu. V roce 1936 byl v boji zraněn do ruky. O devět měsíců později, poté co v hrozných bolestech absolvoval cestu dlouhou tisíce kilometrů, mu byla ruka amputována. Od listopadu 1936 do srpna 1937 absolvoval pokročilý vojenský a politický výcvik na Protijaponské vojensko-politické univerzitě.
Během druhé čínsko-japonské války v letech 1937-1945 sloužil jako velitel roty a praporu v Che Lungově 120. divizi 8. pochodové armády, později byl povýšen na komisaře a velitele pluku, vedoucího politického oddělení 358. brigády, přičemž působil převážně v Che-peji. Roku 1945 byl jmenován komisařem 358. brigády. Roku 1947 se jeho jednotky podílely na obraně Jen-anu. Roku 1949 byl velitelem a komisařem 1. divize v 1. armádě a zástupcem komisaře 7. armády, obě v 1. polní armádě. Válku skončil v provincii Čching-chaj, kde od roku 1949 zastával funkci zástupce politického komisaře vojenského obvodu Čching-chaj a místopředsedy čchingchajského vojensko-administrativního výboru.
Roku 1950 byl přeložen do jihozápadní Číny, do tamních vojenských škol, od roku 1951 vedl týlové služby jihozápadního vojenského okruhu. V prosinci 1954 byl povolán do Pekingu a jmenován náčelníkem Hlavní finanční správy Čínské lidové osvobozenecké armády (ČLOA), tuto funkci zastával až do začátku roku 1957, kdy se stal náčelníkem Hlavní správy týlu ČLOA. Při zavedení vojenských hodností roku 1955 mu byla udělena hodnost generálporučíka.
V únoru 1958 odešel z armády a stal se ministrem ropného průmyslu (do 1966), ve funkci se zaměřil na vyhledávání a průzkum ropných polí. Je považován za zakladatele průmyslu těžby ropy v Číně, pod jeho vedením byla zahájena těžba velkých ložisek ropy v Ta-čchingu v pustinách severovýchodní Číny. Těžba ropy v Číně se pod jeho vedením výrazně zvedla, a od roku 1964 převýšila spotřebu. Roku 1959 byl zvolen poslancem Všečínského shromáždění lidových zástupců (opět zvolen 1964, 1978 a 1983, v letech 1983–1988 byl i členem stálého výboru shromáždění).
Roku 1964 byl jmenován prvním náměstkem předsedy Státní plánovací komise, přičemž vedl práce na sestavení třetího pětiletého plánu, zejména se soustředil na organizaci přemístění hlavních průmyslových odvětví do odlehlého čínského vnitrozemí.
Během kulturní revoluce se Jü Čchiou-li začátkem roku 1967 zapojil do únorového protiproudu, když podpořil civilní i vojenské členy politbyra, kteří kritizovali narušení společenského a ekonomického řádu a podkopání vedení strany. Ve sporu převážili radikální stoupenci kulturní revoluce a představitelé protiproudu byly nuceni odejít z funkcí a úřadů, Jü si ale dokázal udržet své postavení, i když se také stal častým terčem kritiky ze strany pekingských rudých gard a byl podroben četným kritickým sezením. V jednu chvíli ho radikální studenti uvěznili v Pekingském ropném institutu, dokud se předseda vlády Čou En-laj neobrátil na ústřední skupinu pro kulturní revoluci, aby studenty umírnila a umožnila Jüovi vrátit se do práce.
Na IX. sjezdu KS Číny v dubnu 1969 byl zvolen členem ústředního výboru (byl znovuzvolen i na třech následujících sjezdech roku 1973, 1977 a 1982, v ÚV zůstal do roku 1987). V červnu 1970 povýšil na předsedu Státní plánovací komise (do srpna 1980), v nové vládě v lednu 1975 zaujal navíc i pozici místopředsedy vlády. Na XI. sjezdu KS Číny v srpnu 1977 se nově stal i členem politbyra (znovuzvolen na XII. sjezdu roku 1982, ve funkci do roku 1987). Patřil k takzvané „ropné frakci“, skupině vysoce postavených politiků a hospodářských odborníků (náležel k nim místopředseda vlády Kchang Š’-en, ministr ropného průmyslu Sung Čen-ming a další) kteří upřednostňovali využití zisků z vývozu ropy k financování dovozu špičkových technologií ze Západu.Tato skupina zastávala konzervativní ekonomické názory, upřednostňovala centralizované plánování a státní podporu těžkého průmyslu, což byla strategie, která byla v rozporu s politikou stále silnějšího Teng Siao-pchinga. Počínaje rokem 1979 „ropná frakce“ ztrácela vliv a nakonec Jü, jako její nejvýše postavený představitel, roku 1982 přešel z vlády do vedení ozbrojených sil.
Při obnově sekretariátu ústředního výboru v únoru 1980 byl jmenován jedním z tajemníků sekretariátu (znovuzvolen na XII. sjezdu, do 1987). V roce 1980 byl převeden z pozice předsedy Státní plánovací komise do méně významné funkce předsedy Státního výboru pro energetiku (do května 1982).
V květnu 1982 přešel (s většinou dosavadních místopředsedů) z funkce místopředsedy vlády do nově zřízené pozice státního poradce a v roce 1983 byl z vlády odvolán úplně. Na XII. sjezdu v září 1982 byl znovuzvolen do politbyra i sekretariátu, a stal se i členem ústřední vojenské komise KS Číny a zástupcem jejího generálního sekretáře. Současně byl jmenován náčelníkem Hlavní politické správy ČLOA, ve funkci odpovídal za politickou spolehlivost a loajalitu čínské armády.
Na XIII. sjezdu KS Číny roku 1987 odešel z ústředního výboru (a tudíž i politbyra, sekretariátu a vojenské komise), náhradou byl zvolen členem stálého výboru ústřední poradní komise KS Číny. Roku 1992 definitivně odešel z politiky.
Dne 3. února 1999 zemřel v Pekingu.